# Лозартан
Лозарта́н (лат. Losartan) (в виде калиевой соли) — специфический антагонист (блокатор) рецепторов ангиотензина II типа АТ1; антигипертензивное средство.

## Физические свойства и получение
Лозартан калия — белый или почти белый кристаллический порошок. Хорошо растворим в воде, растворим в этаноле, плохо растворим в органических растворителях (ацетонитрил и метилэтилкетон).

## Фармакологическое действие
Лозартан и его активный метаболит (ЕХР-3174) блокирует рецепторы ангиотензина II (подтип АТ1) в различных тканях, включая корковое вещество надпочечников, мозг, почки, печень, гладкую мускулатуру сосудов, сердце и препятствует развитию эффектов ангиотензина II. Уменьшает артериальную вазоконстрикцию, снижает общее периферическое сопротивление сосудов, уменьшает постнагрузку (давление крови в аорте за счёт снижения периферического сосудистого сопротивления току крови), давление в малом круге кровообращения, препятствует развитию гипертрофии миокарда, понижает давление заклинивания в легочных сосудах, тормозит высвобождение альдостерона, снижает концентрацию норадреналина в крови. Предупреждает задержку натрия и воды в организме, не вызывая натрийуретического эффекта (вывода ионов натрия с мочой). Оказывает диуретический эффект, снижая концентрацию мочевой кислоты в крови, повышая её выведение с мочой. Повышает толерантность к физической нагрузке у пациентов с сердечной недостаточностью. Повышает активность ренина в плазме крови. Лозартан не связывает и не блокирует рецепторы других гормонов и ионные каналы, важные для сердечно-сосудистой регуляции. Не ингибирует ангиотензинпревращающий фермент (АПФ), не оказывает влияния на кининовую систему, нe подавляет киназу II — фермент, который разрушает брадикинин.
Характеризуется длительным действием (24 часа и более), не оказывает клинически значимого влияния на частоту сердечных сокращений (ЧСС).

## Фармакокинетика
После приёма внутрь лозартан хорошо абсорбируется из желудочно-кишечного тракта. Биодоступность составляет около 33 %. При приёме лозартана одновременно с пищей никаких клинически значимых изменений фармакокинетических параметров не выявлено. Имеет эффект «первого прохождения» через печень. Метаболизируется с образованием активного карбоксильного метаболита ЕХР-3174, обладающего более выраженной антигипертензивной активностью (10—40 раз), а также неактивных метаболитов, включая два основных, образующихся путём гидроксилирования. Максимальная концентрация лозартана в плазме крови определяется через 1 час после приёма; максимальная концентрация активного метаболита — через 3—4 часа. Более 98 % лозартана и активного метаболита связывается с белками плазмы крови, преимущественно, с альбумином. Лозартан практически не проникает через гематоэнцефалический барьер (ГЭБ). В конечной фазе период полувыведения (T½) лозартана и активного метаболита составляет около 1,5—2,5 часов и 6—9 часов, соответственно. Лозартан выводится с мочой и с калом в неизмененном виде и в виде метаболитов. Около 35 % выводится с мочой и около 60 % — с калом (с желчью). При однократной суточной дозе 100 мг ни лозартан, ни его активный метаболит не накапливаются в плазме крови в значительном количестве.

## Применение

### Показания
Артериальная гипертензия; хроническая сердечная недостаточность (в составе комбинированной терапии, при непереносимости или неэффективности терапии ингибиторами АПФ); снижение риска развития инсульта у пациентов с артериальной гипертензией и гипертрофией левого желудочка; защита функции почек у пациентов с сахарным диабетом типа 2 с протеинурией с целью снижения протеинурии, уменьшения прогрессирования поражения почек, снижения риска развития терминальной стадии (предотвращение необходимости проведения диализа, вероятности увеличения уровня креатинина в сыворотке крови).

### Противопоказания
Повышенная чувствительность к препарату, беременность, кормление грудью, артериальная гипотензия, гиперкалиемия, дегидратация, возраст до 18 лет (безопасность и эффективность применения не установлены).

### Особые указания
Лозартан применяют с осторожностью: печеночная недостаточность, заболевания печени, в том числе в анамнезе; умеренные нарушения водно-электролитного баланса; двусторонний стеноз почечных артерий или стеноз артерии единственной почки. Резко токсический эффект при беременности вплоть до внутриутробной гибели плода. Противопоказан при беременности.
В 2014 году FDA сообщило, что лозартан может быть токсичен для плода и его приём должен быть остановлен при наступлении беременности.

## Способ применения
Внутрь, независимо от приёма пищи; таблетки глотают не разжевывая, запивая водой; кратность приёма — 1 раз в сутки.
Артериальная гипертензия. При артериальной гипертензии средняя суточная доза лозартана составляет 50 мг. Максимальный гипотензивный эффект развивается через 3—6 недель после начала приёма. При необходимости суточная доза может быть увеличена до 100 мг в два приёма или 1 раз в день. Лозартан можно назначать совместно с другими антигипертензивными препаратами. При назначении пациентам, получающим диуретики, начальную дозу лозартана следует снизить до 25 мг 1 раз в сутки.
Хроническая сердечная недостаточность. Начальная доза лозартана для пациентов с сердечной недостаточностью составляет 12,5 мг 1 раз в сутки. Как правило, доза титруется с недельным интервалом (то есть 12,5 мг/сут, 25 мг/сут, 50 мг/сут) до средней поддерживающей дозы 50 мг 1 раз в сутки. Срок титрования определяется с учётом индивидуальной переносимости лечения. Обычно назначается в комбинации с диуретиками и сердечными гликозидами.
Снижение риска развития инсульта у пациентов с артериальной гипертензией и гипертрофией левого желудочка. Стандартная начальная доза лозартана составляет 50 мг в сутки в 1 приём. В дальнейшем может быть добавлен гидрохлоротиазид в низких дозах и/или увеличена доза лозартана до 100 мг в сутки.
Защита почек у пациентов с сахарным диабетом 2 типа с протеинурией. Стандартная начальная доза лозартана составляет 50 мг в сутки в 1 приём. Доза лозартана может быть увеличена до 100 мг в сутки с учётом снижения АД.
Пациентам с нарушениями функции печени следует назначать лозартан в более низких дозах.
У пациентов пожилого возраста, а также у больных с нарушениями функции почек, включая пациентов на диализе, нет необходимости в коррекции начальной дозы лозартана.

## Побочные действия
В большинстве случаев лозартан хорошо переносится. Побочные эффекты носят слабый и преходящий характер и, как правило, не требуют отмены препарата. Суммарная частота побочных эффектов лозартана сравнима с плацебо.
Со стороны нервной системы и органов чувств: ≥1 % — головокружение, астения/утомление, головная боль, бессонница; <1 % — беспокойство, нарушение сна, сонливость, расстройства памяти, периферические нейропатии, парестезии, гипестезия, мигрень, тремор, атаксия, депрессия, синкопе, звон в ушах, нарушение вкуса, изменение зрения, конъюнктивит.
Со стороны респираторной системы: ≥1 % — заложенность носа, кашель, инфекции верхних дыхательных путей (повышенная температура тела, боль в горле и др.), синусопатия, синусит, фарингит; <1 % — диспноэ, бронхит, ринит.
Со стороны органов ЖКТ: ≥1 % — тошнота, диарея, диспептические явления, боль в животе; <1 % — анорексия, сухость во рту, зубная боль, рвота, метеоризм, гастрит, запор.
Со стороны опорно-двигательного аппарата: ≥1 % — судороги, миалгия, боль в спине, грудной клетке, ногах; <1 % — артралгия, боль в плече, колене, артрит, фибромиалгия.
Со стороны сердечно-сосудистой системы и крови (кроветворение, гемостаз): <1 % — ортостатические реакции (дозозависимые), гипотензия, сердцебиение, тахи- или брадикардия, аритмии, стенокардия, анемия.
Со стороны мочеполовой системы: <1 % — императивные позывы на мочеиспускание, инфекции мочевыводящих путей, нарушение функции почек, ослабление либидо, импотенция.
Со стороны кожных покровов: <1 % — сухость кожи, эритема, прилив крови, фотосенсибилизация, повышенное потоотделение, алопеция.
Аллергические реакции: <1 % — крапивница, сыпь, зуд, ангионевротический отек, в том числе лица, губ, глотки и/или языка.
Прочие: ≥1 % — гиперкалиемия; <1 % — лихорадка, подагра, повышение уровня печеночных трансаминаз и билирубина в крови.
Резко токсический эффект при беременности вплоть до внутриутробной гибели плода. Противопоказан при беременности.

## Передозировка
Симптомы: гипотензия, изменение ЧСС (тахикардия или брадикардия, обусловленная возбуждением блуждающего нерва).
Лечение: Форсированный диурез, симптоматическая терапия.
Гемодиализ неэффективен.

## Взаимодействие
При одновременном применении с диуретиками в высоких дозах возможна артериальная гипотензия.
При одновременном применении с препаратами калия, калийсберегающими диуретиками повышается риск развития гиперкалиемии.
При одновременном применении с нестероидных противовоспалительных препаратов (например, индометацина), в том числе селективных ингибиторов циклооксигеназы-2, возможно уменьшение эффективности лозартана.
При одновременном применении с орлистатом уменьшается антигипертензивное действие лозартана, что может привести к значительному повышению АД, развитию гипертонического криза.
При одновременном применении с рифампицином и флуконазолом повышается клиренс лозартана и уменьшается его эффективность.
Имеется сообщение о развитии интоксикации литием при одновременном применении с лития карбонатом.